# Aílton Lira
Aílton Lira da Silva (Araras, 19 de fevereiro de 1951) é um ex-futebolista brasileiro que atuava como meia-esquerda.
Fez grande sucesso no Santos FC, onde formou na Geração de Meninos da Vila, de 1978, e importante na conquista do paulista de 1980 no São Paulo FC.
Canhoto, era um exímio cobrador de faltas e pênaltis. Até hoje é considerado como um dos melhores cobradores de faltas da história do futebol brasileiro.

## Carreira

### Início
Filho de Lázaro Silva e Gecira Lira, desde pequeno conduzia a bola com rara habilidade e batia as faltas do time do Cruzeiro, um clube amador de sua cidade.
Em 1966, o técnico Zé Duarte o levou para treinar no infantil da Ponte Preta. Lira tinha 15 anos quando assinou o seu primeiro contrato profissional com a “Macaca”. Na Ponte Preta permaneceu até 1972, onde era reserva de Dicá, e depois partiu para Minas Gerais jogando pela equipe da Caldense, onde ficou entre 1972 e 1976 e foi considerado o maior jogador da história do clube.

### Auge no Santos FC
Indicado pelo treinador José Duarte, foi contratado pelo Santos em 1976. Sua estreia ocorreu em 15 de agosto de 1976, um domingo, na vitória por 2–1 sobre XV de Novembro de Jaú, no estádio Zezinho Magalhães, em partida comemorativa do aniversário da cidade.
Em janeiro de 1977, a equipe conquistou o tradicional Torneio Hexagonal do Chile e ele marcou quatro gols em cinco jogos, entre eles os dois da vitória de 2–0 sobre o River Plate, vice-campeão argentino. Os santistas saíram aplaudidos de campo depois desse clássico sul-americano. Ainda em 1977, em outubro, o Santos ganharia o Torneio Copa Governador Luis Ducoing, em León, no México, também chamado de Triangular do México. Também em outubro de 1977, participou do jogo de despedida de Pelé, no Giants Stadium, em Nova York, chegando a ceder seu lugar para que Pelé jogasse o segundo tempo pelo Santos.
Teve a honra de anotar o tento 8 mil da história do Santos, em 26 de outubro de 1977, ao marcar na vitória diante do Fast Club, pelo Campeonato Brasileiro de 1977. O gol saiu aos 41 minutos do primeiro tempo.
Seu auge foi atuando no famoso time dos "Meninos da Vila" e jogando no meio-de-campo ao lado dos craques como Pita e Clodoaldo. A fama maior daquele time veio da juventude e competência do ataque, formado por Nílton Batata, Juary e João Paulo, campeão paulista de 1978. Sua última apresentação com a camisa alvinegra ocorreu em 2 de dezembro de 1979, um domingo, na vitória por 3–0 sobre o Itabuna, em Itabuna. Na posição de meia-esquerda jogou pelo Santos FC no período de 1976/1979, onde fez 182 partidas e marcou 37 gols.

### Campeão no São Paulo FC e outros clubes
No começo de 1980, foi negociado com o São Paulo por 6,9 milhões de cruzeiros, atuando apenas por uma temporada no clube da capital, onde foi importante na conquista do paulista daquele ano, que na final até hoje marcou o maior público da história do estádio em uma partida. Em sua passagem pelo Tricolor do Morumbi, Aílton atuou em 29 partidas (12 vitórias, 13 empates, 4 derrotas) e marcou nove gols.
Na sequência, atuou pelo Al Nasser, da Arábia Saudita, de 1980 a 1982.
De volta ao Brasil, defendeu Guarani, União São João, Comercial de Ribeirão Preto, Portuguesa Santista, Itumbiara e, por último, o Guará, em 1988, no Distrito Federal, onde pendurou as chuteiras e iniciou a carreira de técnico.

### Pós carreira de futebolista
Após o término da carreira como futebolista, comandou o time de juniores do Rio Claro FC e foi técnico das categorias de base da Caldense. Em Itumbiara, Caldense, Passos e Independente de Limeira ele comandou o elenco profissional.
Em julho de 2017 foi contratado como "olheiro" do Santos, onde ficou até o fim daquele ano.
Atualmente (2021), dá aulas de futebol para meninos e meninas no clube Floridiana, em Rio Claro, e é o responsável pela Escolinha Camisa Dez, em Araras, onde vive.

### Vida pessoal
Casado com Maria Izildinha, teve cinco filhas: Elaine Cristina, Camila, Ariane, Daniele e Tatiane.

## Títulos
Santos
- Campeonato Paulista: 1978
- Torneio Hexagonal do Chile: 1977
- Torneio Copa Governador Luis Ducoing: 1977[3][4]

São Paulo
- Campeonato Paulista: 1980[13]